# Todirostre à ailes d'or
Poecilotriccus calopterus
Espèce
Synonymes
- Todirostrum calopterum[1]

Statut de conservation UICN

 LC  : Préoccupation mineure
Le Todirostre à ailes d'or (Poecilotriccus calopterus) est une espèce de passereaux de la famille des Tyrannidae.